# Stèle du génocide de Vienne
La stèle du génocide de Vienne est un mémorial commémorant le génocide arménien, installé à Vienne en Isère en France.
Elle a été réalisée par l'artiste R. Toros.

## Présentation
La stèle est située à l'intersection entre la rue du 24-avril-1915 et la rue Pierre-et-Marie-Curie. Elle est inaugurée le 16 mai 1982 par Louis Mermaz.
À proximité, un khatchkar commémore également les victimes du génocide arménien : il est situé à la chapelle Notre-Dame-de-Pipet et a été inauguré le 3 juin 2007.

### Vandalisme de 2017
En novembre 2017, la stèle est vandalisée : elle est recouverte sur ses deux faces de tags injurieux. Le CCAF dénonce alors « avec la plus grande fermeté la profanation » du monument.